# Robert Hennet
Robert Joseph Charles Hennet (Schaerbeek, 22 gennaio 1886 – Saint-Gilles, 2 luglio 1957) è stato uno schermidore belga, vincitore di una medaglia d'oro nella scherma ai giochi olimpici.